# Elías Herrera
Elías Emiro Herrera – wenezuelski zapaśnik walczący w stylu wolnym. Zajął szóste miejsce na igrzyskach panamerykańskich w 1979. Brązowy medalista igrzysk Ameryki Środkowej i Karaibów w 1978. Mistrz igrzysk boliwaryjskich w 1970 i 1973 roku.